# Placa de la mar de Salomó

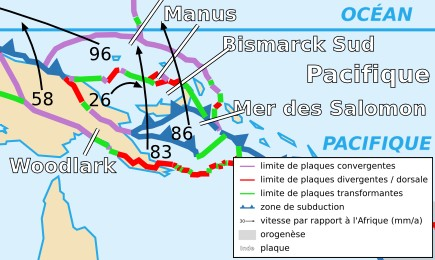
Mapa de la Placa de la Mar de Salomó i les plaques veïnes

La placa de la Mar de Salomó és una microplaca tectònica de la litosfera de la Terra. La seva superfície és de 0,00317 estereoradiants. Normalment està associada amb la placa australiana. És a l'oest de l'oceà Pacífic, i ocupa una petita part de la Mar de Salomó, de la qual agafa el seu nom. La placa de la Mar de Salomó està en contacte amb les plaques Bismarck Nord, Bismarck Sud, Woodlark i la placa del Pacífic. Les seves fronteres amb altres plaques estan formades per la fossa de Bougainville, a la costa sud de les illes de Nova Bretanya i de Bougainville. El desplaçament de la placa de la Mar de Salomó es produeix a una velocitat d'1,48° per milió d'anys en un pol d'Euler situat a 19°53' de latitud nord i 135°02' de longitud est (referència: placa del Pacífic).